# مايا هاريس
مايا لاكشمي هاريس (بالإنجليزية: Maya Harris)‏ (ولدت في 30 يناير 1967) هي محامية أمريكية،  وناشطة في مجال السياسة العامة وكاتبة. كانت هاريس إحدى ثلاثة من مستشاري السياسة الكبار في أجندة السياسة العامة لحملة هيلاري كلينتون الرئاسية لعام 2016، كما شغلت منصب رئيسة الحملة الرئاسية لشقيقتها كامالا هاريس لعام 2020.
ولدت هاريس في شامبين-أوربانا، إلينوي، وتلقت تعليمها في مدرسة بيشوب أودود الثانوية، وجامعة كاليفورنيا في بيركلي، وجامعة ستانفورد. شاركت في منظمة PolicyLink، والاتحاد الأمريكي للحريات المدنية، ومركز التقدم الأمريكي.